# 巴里·马歇尔
巴里·詹姆斯·马歇尔（英語：Barry James Marshall，1951年9月30日—），出生于澳洲西部城市卡尔古利，是西澳大學临床微生物学教授。他的主要成就是证明了幽门螺旋杆菌是造成大多数胃溃疡和胃炎的原因，並因此在2005年得到诺贝尔生理学或医学奖。而在此之前醫學界普遍认为胃溃疡主要是因压力、刺激性食物以及胃酸过多所引起的。

## 生平
马歇尔于1974年在西澳大学获得医学本科学位。1981年在皇家佩思医院做内科医学研究生时遇到了一位对胃炎感兴趣的病理学家罗宾·沃伦，他们一起研究了与胃炎一起出现的螺旋杆菌。1982年，他们做出了幽门螺旋杆菌的初始培养体，并发展了关于胃溃疡与胃癌是由幽门螺旋杆菌引起的假说。
幽门螺旋杆菌假说在刚刚提出时被科学家和医生们嘲笑，他们不相信会有细菌能生活在酸性很强的胃里面。为了让人们注意到这个理论，马歇尔服用了试管里面的细菌并且在不久后罹患胃溃疡，而后使用抗生素治愈了胃溃疡。1984年，在弗里曼特尔医院，马歇尔教授完成了幽门螺旋杆菌与胃溃疡之间的柯霍假設。此后，他一直在美国弗吉尼亚大学做研究，直至1997年返回澳大利亚。自1998年至2003年，马歇尔教授在西澳大利亚大学主持伯内特研究補助金项目。
2005年，卡罗琳医学院将诺贝尔生理学或医学奖授予马歇尔博士和他的长期合作伙伴罗宾·沃伦，以表彰他们“发现了幽门螺旋杆菌以及它们在胃炎和胃溃疡中的作用”。马歇尔教授目前仍在研究幽门螺旋杆菌，并在西澳大利亚大学管理一个分子生物学实验室。

## 获得荣誉
- 1995年获美国阿尔波特·拉斯克临床医学奖
- 1996年获Gairdner基金会国际奖（1996）

### 引用
1. ↑  . Virginia.edu. 2005-10-04  [2010-03-02]. （原始内容存档于2010年4月4日）.
2. ↑   （页面存档备份，存于）